# إدوين بيركنز (مخترع)
إدوين بيركنز (بالإنجليزية: Edwin Perkins)‏ هو مهندس ومخترِع أمريكي، ولد في 8 يناير 1889 في لويس في الولايات المتحدة، وتوفي في 3 يوليو 1961 في مقاطعة أولمستيد في الولايات المتحدة.